# Гунько Володимир Васильович
Володимир Васильович Гунько (позивний «Кузьма»; 23 квітня 1989, с. Ободівка Вінницької обл— 31 липня 2022, м. Бахмут Донецької області) — офіцер 58-ї окремої мотопіхотної бригади,

## Життєпис
Народився в с. Ободівці тоді Тростянецького району Вінницької області  в сім’ї Гунько Василя Дмитровича та Тетяни Степанівни.
Закінчив Ободівську середню школу (2006) та факультет фінансів Львівської міжрегіональної академії управління персоналом ( 2011). Магістр фінансів (2011).
Працював менеджером в торгівельній фірмі.
З 2014 доброволець батальйону “Донбас“. Опинився в оточенні біля Червоносільського, коли російські військові впритул розстріляли колону українських бійців. Провів у полоні майже чотири місяці до 28 грудня 2014..  Після звільнення і реабілітації підписав контракт з ЗСУ. Воював під Маріуполем.
З 2016 на попередній роботі менеджером. Займався волонтерською діяльністю.
28 лютого 2022 року знову добровольцем пішов до лав ЗСУ . Воював у президентському полку в м. Київ. Після звільнення міст Києва,  Ірпінь, Бучі та Київської області Володимир написав рапорт на перевід його на службу в м. Бахмут.
23 липня 2022 командир гранатометного взводу роти вогневої підтримки приїхав в Бахмут. 31 липня загинув. 
Похований в родинному селі.

## Вшанування пам'яті
У грудні 2023 року встановлено меморіальну дошку на будинку в Бучі, де проживав Володимир.